# La Selle-sur-le-Bied
La Selle-sur-le-Bied é uma comuna francesa na região administrativa do Centro-Vale do Loire, no departamento Loiret. Estende-se por uma área de 24,04 km². Em 2010 a comuna tinha 1 123 habitantes (densidade: 46,7 hab./km²).
Em 1 de março de 2019, incorporou ao seu território a antiga comuna de Saint-Loup-de-Gonois.